# Pierre Louis Ginguené
Pierre Louis Ginguené, född den 25 april 1748 i Rennes, död den 16 november 1816 i Paris, var en fransk litteraturhistoriker.
Ginguené redigerade 1791–1794 den inflytelserika tidningen "Feuille villageoise". År 1794 blev han generaldirektör för det offentliga undervisningsväsendet och medlem av Franska institutet. Han började samma är en filosofisk-litterär-politisk tidskrift, som 1807 införlivades med "Mercure de France". Ginguené skickades 1797 som franskt sändebud till sardinska hovet och var 1799–1802 medlem av tribunatet. Han var verksam som kritiker samt skrev en omfattande Histoire littéraire de l'Italie (1811–1819; ny upplaga 1824–1835), vilken delvis bygger på Girolamo Tiraboschis framställning.